# Portret van Joan Maetsuycker
Portret van Joan Maetsuycker is een schilderij van de Noord-Nederlandse schilder Jacob Coeman in het Rijksmuseum in Amsterdam.

## Voorstelling
Het stelt Joan Maetsuycker voor, gouverneur-generaal van Vereenigde Oostindische Compagnie van 1653 tot 1678. Linksboven is het familiewapen aangebracht. Van het werk bestaat een 18e-eeuwse kopie, die zich ook in het Rijksmuseum bevindt.

## Herkomst
Het werk is geschilderd voor de Landvoogd-Galerij als onderdeel van een reeks portretten van gouverneurs-generaal van de VOC en later ook van Nederlands-Indië, bekend als de portrettengalerij van de gouverneurs-generaal van Nederlands-Indië. Later verhuisde de Landvoogd-Galerij naar het in 1873 gebouwde Paleis te Rijswijk in Weltevreden, een buitenwijk van Batavia (nu Jakarta). Na de onafhankelijkheidsverklaring van Indonesië werd de serie in 1950 van Paleis te Rijswijk verwijderd en overgedragen aan het Rijksmuseum.